# Jasánky (přírodní památka)
Jasánky jsou přírodní památka v okrese Český Krumlov. Nachází se na Šumavě podél potoka Světlá při česko-rakouské státní hranici, osm kilometrů západně od obce Přední Výtoň v jejím katastrálním území Jasánky. Je součástí chráněné krajinné oblasti Šumava a je v péči Správy Národního parku Šumava.

## Předmět ochrany
Předmětem ochrany jsou společenstva s výskytem ohrožených druhů rostlin (především orchideje) a živočichů v krajině kolonizované v raném středověku a po vysídlení Němců dočasně ponechané přírodnímu vývoji, jsou tu zachovalé četné ukázky historické kultivace krajiny – úpravy toků, Schwarzenberský plavební kanál, mlýnské úpravy, terasování krajiny, půdorysy sídel atd. Mezoklimaticky se jedná o velmi příznivou polohu – výrazný dešťový stín a příznivá jižní a jihozápadní orientace svahů. Geologický podklad tvoří žula a žulový porfyr, místy prostupuje do podloží i rula.
Původní terasovité pozemky jsou zalesněny, v horní části svahů přechází lesní porosty v acidofilní kultury s převahou břízy (Betula) a borovice lesní (Pinus sylvestris) s příměsí jasanu (Fraxinus excelsior), dubu (Quercus), buku (Fagus sylvatica) a lísky (Corylus avellana). V těchto se nepravidelně vyskytuje kriticky ohrožená orchidej měkčilka jednolistá (Malaxis monophyllos), z dalších ohrožených druhů tu rostou prstnatec májový (Dactylorhiza majalis), prstnatec listenatý, vemeník dvoulistý (Platanthera bifolia), kamzičník rakouský (Doronicum austriacum), dřípatka horská (Soldanella montana).